# Бецдорф (Люксембург)
Бецдорф (люкс. Betzder, фр. и нем. Betzdorf) — коммуна в Люксембурге, располагается в округе Гревенмахер. Коммуна Бецдорф является частью кантона Гревенмахер. В коммуне находится одноимённый населённый пункт.
Население составляет 3030 человек (на 2008 год), в коммуне располагаются 1030 домашних хозяйств. Занимает площадь 26,08 км² (по занимаемой площади 29 место из 116 коммун). Наивысшая точка коммуны над уровнем моря составляет 358 м. (91 место из 116 коммун), наименьшая 218 м. (37 место из 116 коммун).

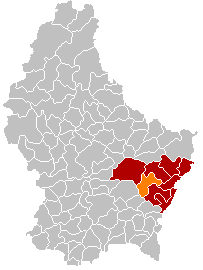
Оранжевый цвет — коммуна Бецдорф, красный — кантон Гревенмахер.